# Quentin Tanis
Quentin Tanis, nacido el 27 de marzo de 1990 en Wignehies, es un ciclista francés. Fue compañero de equipo de Denis Flahaut, Clément Lhotellerie y José Manuel Gutiérrez en el pasado. Terminó 18º de la París-Chauny y el Gran Premio de la Villa de Pérenchies en 2015.

## Palmarés
2016
- Gran Premio de Lessines
- Gran Premio de Soignies

2017
- Gran Premio de Pommeroeul

## Equipos
- Colba-Superano Ham (2013)
- VCA Saint-Quentin (2014)
- CC Villeneuve Saint-Germain Soissons (2015-2017)
- Massi (05.2018-12.2018)